# Choei Sato
Choei Sato, född 15 april 1951 i Yamagata prefektur, Japan, är en japansk tidigare fotbollsspelare.